# إصابة كليلة
إصابة قوية أو إصابة رضية واضحة المعالم أو صدمة حادة.
صدمة حادة، إصابة حادة، صدمة غير مخترقة أو إصابة رضية واضحة المعالم. كل هذه المصطلحات تشير إلى الصدمات الجسدية التي قد تصيب جزءًا من الجسم، سواءً كانت عن طريق التأثير أو الإصابة أو الاعتداء الجسدي. وعادةً ما يطلق على الاعتداء الجسدي بالصدمة الرضية الواضحة ويشير هذا المصطلح إلى الصدمة الأولية التي يتفرع منها العديد من أنواع الصدمات كالكدمات والجروح و التمزقات و كسور العظام وقد تتناقض الصدمة الحادة مع الصدمة المخترقة مثل اختراق رصاصة لجسم الإنسان.

## الاختلافات
الصدمة البطنية الحادة

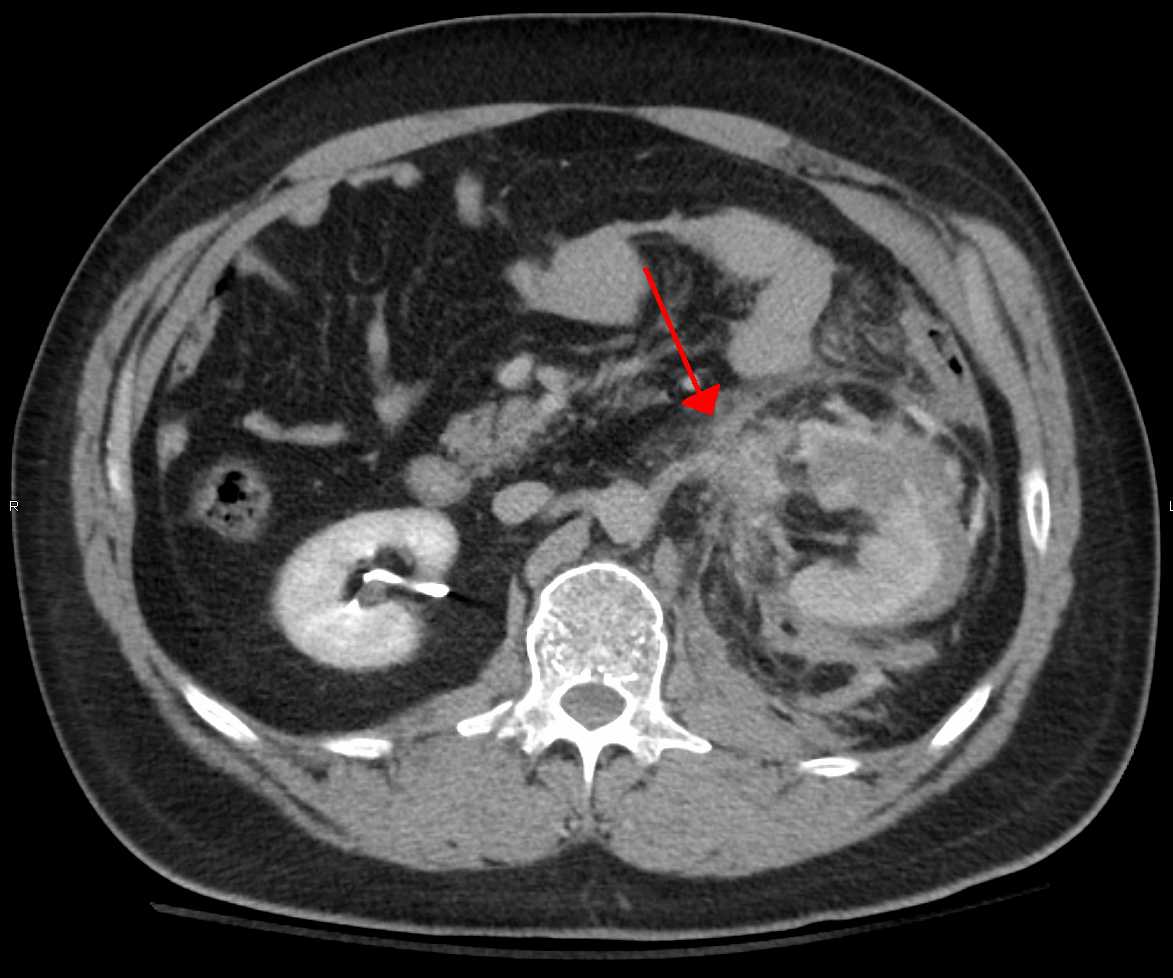
تصوير مقطعي بطني يبين اصابة الشريان الكلوي الأيسر

الصدمة البطنية الحادة تضم 75٪ من كل صدمة حادة وهي أكثر الإصابات شيوعًا وأسبابها غالبا تكون من حوادث السيارات عندما يحدث تباطؤ سريع قد يدفع السائق للمقود أو للوحة عداد السيارة أو حزام الأمان مما يسبب كدمات في الحالات الأقل خطورة أو تمزق بالأعضاء الداخلية بارتفاع بسيط بالضغط في الحالات الأكثر خطورة اعتمادا على القوة المطبقة.
هناك آليتان فيزيائيتان أساسيتان تلعبان في احتمالية إصابة الأعضاء البطنية الداخلية هما: الضغط والتباطؤ
يحدث الضغط بسبب الضرب المباشر كاللكمة مثلًا أو الضغط على جسم غير مرن كحزام الأمان أو عامود التوجيه وهذه القوة قد تتسبب في تشويه عضو مجوف
وبالتالي سيزداد الضغط داخليًا فسيؤدي إلى حدوث تمزق, ومن ناحية أخرى، قد يسبب التباطؤ تمدد أو قطع في الهياكل الناقلة عندما ترتكز كالأمعاء ويتسبب ذلك بتمزق مساريق الأمعاء وإصابة الأوعية الدموية التي تنقل داخل هذه المساريق. ومن الأمثلة الكلاسيكية لهذه الآليات: التمزق الكبدي على طول الرباط المدور وإصابة الشرايين الكلوية.
عندما تتعقد الإصابات البطنية الحادة بالإصابات الداخلية، فالكبد والطحال (انظر إلى صدمة كليلة في الطحال) قد تتأثر في معظم الأحيان تليها الأمعاء الدقيقة.
وفي حالات نادرة، يعزى هذا الضرر لتقنية طبية مثل الهايملك منيوڤر (Heimlich Maneuver)، ومحاولات الإنعاش القلبي الرئوي ودليل التوجهات لتطهير مجرى الهواء وعلى الرغم من نُدرة هذه الأمثلة فقد قيل إن سببها هو تطبيق ضغوط لا داعي لها عند إدارة مثل هذه التقنيات. وأخيرًا، يقال أن حدوث تمزق بالطحال بسبب الصدمة البطنية الحادة غير القوية يعمل على فترة نقاهة من كريات الدم البيضاء المعدية.

## التشخيص
تقريبًا بالإصابات البسيطة الأكثر وضوحًا، الشأن الأول هو استبعاد أي شيء قد يكون مهدد للحياة بشكل مباشر و صريح ويتم حل ذلك عن طريق التأكد من أن مجرى الهواء مفتوح بشكلٍ كاف وذلك بأن يكون التنفس طبيعي بلا مشقة مع إمكانية الإحساس بنبضات الدورة الدموية ويوصف ذلك أحيانًا بثلاث نقاط (أ،ب، ج) أي مجرى الهواء والتنفس والدورة الدموية، وهذه هي الخطوة الأولى في أي إنعاش بعد ذلك تاريخ وقوع الحادث أو الإصابة يؤخذ بشكل طبي وغذائي ( توقيت آخر تناول عن طريق الفم) والتاريخ السابق يؤخذ من عائلته أو أصدقائه أو حتى معالجيه السابقين وهذه الطريقة في بعض الأحيان تعطي عينة تذكيرية كما وينبغي أن لا يكون الوقت المستنفذ في عملية التشخيص طويلًا والإسراع من قبل مجموعة من التقييم السريري والاستخدام الملائم للتكنولوجيا مثل تشخيص الغسيل البريتوني (DPL) أو الفحص السريري للموجات الفوق صوتية (FAST) قبل الشروع في البطن إذا لزم الأمر فإذا كان الوقت واستقرار حالة المريض مأذون بهما فيمكن إجراء فحص تصوير مقطعي إذا كان متاحًا وتشمل مزاياه تعريف متفوق من الإصابة مما يؤدي إلى درجات الإصابة وأحيانًا الثقة لتجنب أو تأجيل الجراحة
ومن سلبياته الوقت المستغرق للحصول على الصور على الرغم من أن هذا الوقت يقل مع كل جيل من الماسحات الضوئيّة وإزالة المريض من وجهة النظر المباشرة لموظفي الطوارئ أو موظفين الجراحة. مؤخرًا تم تحديد المعايير التي قد تسمح للمرضى المعانين من الصدمات الحادة في منطقة البطن ليتم معالجتها بشكل آمن دون المزيد من التقييم، و من خصائص هؤلاء المرضى ما يلي:
- عدم وجود دليل على انخفاض ضغط الدم أو معدل رفع النبض.
- غياب التسمم.
- عدم الشعور بأي ألم في البطن.
- عدم وجود دم بالبول.

و لاعتبار مخاطر أقل، يحتاج المرضى لتلبية جميع المعايير منخفضة المخاطر.
الصدمة البطنية الحادة في الألعاب الرياضية
غالبية إصابات التصادم الاتصالي كالصدمات الحادة ومن المفترض أن تكون قد شوهدت في المدرسة الثانوية أو الألعاب الجماعية حيث يتم تدريب الفريق تدريبًا رياضيًا ليركز على اللعبة وقد يسمح ذلك بالخروج عن المبادئ التوجيهية لدعم حياة الصدمات المتقدمة في التقييم الأولي بالرغم من أن المبادئ تطبق دائمًا وبالتالي تصبح الأولوية الرئيسية فاصلة للكدمات والكدمات العضلية الوترية عن إصابات الأعضاء الصلبة والقناة الهضمية وتمييز الإمكانات أو تطوير فقدان الدم والرد وفقًا لذلك الإصابات الحادة بالكلى من الخوذات ومنصات الكتف والركبتين هي من مسببات لعب كرة القدم والفنون العسكرية وجميع
أنواع حوادث السيارات.

## العلاج
في حالة أنه تم افتراض إصابة داخلية مطابقة لخطوات التشخيص المذكورة أعلاه سيتم إنشاء وصول عن طريق الوريد، وسوف توجد حلول بلورانية وسيدار الدم بمعدلات كافية للحفاظ على الدورة الدموية.
بعد ذلك، فإن تلقي المزيد من العلاج سيعتمد على درجة ضرر العضو مقدرة من قِبل التحقيقات السابقة وستختلف من حيث المراقبة الوثيقة مع القدرة على التدخل بسرعة أو العملية الجراحية مفتوحة أو بالمنظار وفي حالة الصدمة البطنية الحادة فلا فائدة من العملية الجراحية إلا بوجود نزيف حاد.